# HD49686
HD49686 — хімічно пекулярна зоря спектрального класу A0, що має видиму зоряну величину в смузі V приблизно  9,9.
Вона  розташована на відстані близько 2001,0 світлових років від Сонця.

## Пекулярний хімічний вміст
Зоряна атмосфера HD49686 має підвищений вміст 
Cr
.